# Pelycidion japonicum
Pelycidion japonicum is een slakkensoort uit de familie van de Pelycidiidae. De wetenschappelijke naam van de soort is voor het eerst geldig gepubliceerd in 1961 door Habe.